# Павлодарське
Павлода́рське (каз. Павлодарское) — село у складі Павлодарської міської адміністрації Павлодарської області Казахстану. Адміністративний центр та єдиний населений пункт Павлодарської сільської адміністрації.
Населення — 10613 осіб (2021; 5319 у 2009, 4541 у 1999, 4398 у 1989).
Національний склад станом на 1989 рік:
- росіяни — 57 %